# Spineto Scrivia
Spineto Scrivia é uma comuna italiana da região do Piemonte, província de Alexandria, com cerca de 333 habitantes. Estende-se por uma área de 4 km², tendo uma densidade populacional de 83 hab/km². Faz fronteira com Carbonara Scrivia, Paderna, Tortona, Villaromagnano.

## Demografia
| Variação demográfica do município entre 1861 e 2011                               |
|                                                                                   |
| Fonte: Istituto Nazionale di Statistica (ISTAT) - Elaboração gráfica da Wikipedia |